# バロキサビル
バロキサビル マルボキシル（Baloxavir marboxil）は、A型・B型インフルエンザ治療薬。商品名は「ゾフルーザ」（XOFLUZA）。塩野義製薬が開発し、2018年2月23日に製造承認され、同年3月14日に販売が開始された。可能な限り早期の服用が必要とされる。
タミフルなどの開発実績のあるロシュと開発提携を行っているシオノギが開発したインフルエンザ治療薬（エンドヌクレアーゼ阻害薬）であり、1回の服用で済むのが特徴。2017年10月に承認申請がなされ、先駆け審査指定制度の対象として2018年2月23日に製造販売承認され、同年3月14日に発売された。

## 作用機序
ウイルスを感染細胞表面から遊離させるノイラミニダーゼの働きを阻害するノイラミニダーゼ阻害薬（タミフルやリレンザなど）とは異なり、細胞内でのキャップ依存性エンドヌクレアーゼを阻害することで、ウイルスが細胞内に侵入後増殖するときに使う酵素を阻害し、ウイルスのmRNAの複製段階においてその複製を阻止する。全く新しい機序の薬である。
ウイルスが増殖できずそのまま死滅するため、1回の投与で1日以内に症状を抑える効果がある。ノイラミニダーゼ阻害薬と比べ早期に効果があるため抗ウイルス効果が高いとされ、投与翌日には半数以上の患者で感染性を持つウイルス量が減っていることが認められた。

## 耐性
ウイルスが薬剤に対し抵抗力を持つ耐性が生じる事がある。2019年 A/H3N2亜型で9.5%（21株中2株）に耐性株が見つかったと報じられた。
薬剤感受性試験を実施し、A型ウイルスでは100倍以上、B型ウイルスでは50倍以上の感受性低下が確認されると耐性ウイルスと判定される。

## 小児への投与
本剤は、小児へも投与可能で、添付文書では体重10kg以上の小児に対する用法容量が記載されている。しかし、日本小児科学会は2019年10月に、12歳以下の小児への本剤の使用を「推奨しない」とするインフルエンザ治療指針を公表した。
推奨しない理由として、使用経験に関する報告が少ないことや、薬剤耐性ウイルスの出現を挙げており、他剤を使用するように案内している。日本感染症学会インフルエンザ委員会では、非推奨とまでは踏み込んで判断を示さなかったが、「小児では慎重に投与を検討すべき」という提言を発表している。

## 売上
2018年3月発売後の4月からの半年間で、国内医療機関への売り上げが抗インフル薬市場の65%とシェア1位となった。同期間の国内売上高は4億6千万円で、複数回投与が必要なタミフルは、ジェネリック医薬品発売が始まったこともあり備蓄薬を除くと0億円、前年度売上首位の1回投与吸入薬イナビルは1億円だった。薬価はゾフルーザが4,789円（20mg 2個）、タミフルが2,720円（75mg 2個を5日）、同ジェネリックが1,360円（同）、イナビルは2,139.9円（1キット）とゾフルーザは高額で、インフルエンザウイルスA/H3N2では治療中に約10%が耐性化する可能性が指摘されていることから、採用を見送る医療機関も出ている。

## 重要な基本的注意
1. 抗インフルエンザウイルス薬の服用の有無又は種類にかかわらず、インフルエンザ罹患時には、異常行動を発現した例が報告されている。
2. 細菌感染症の場合には，抗菌剤を投与するなど適切な処置を行うこと。
3. 出血があらわれることがあるので、患者及びその家族に説明すること。血便、鼻出血、血尿等があらわれた場合には医師に連絡すること。 投与数日後にもあらわれることがあること。

3. は第5版（2019年3月）に追加されたもので、国内副作用症例として出血関連症例が25例集積され、このうち13例は因果関係が否定できない症例で、3例の死亡例を含んでいたことを受けた改訂。

### 相互作用
新たに相互作用の項目が設けられ、「併用注意」として「ワルファリン」を追記。

### 副作用
「重大な副作用」の項に「出血：血便、鼻出血、血尿等の出血があらわれることがあるので、このような症状があらわれた場合には適切な処置を行うこと。」を追記。さらに2020年4月に「虚血性大腸炎」を追記。